# Dhorani Corona
Dhorani Corona est une corona, formation géologique en forme de couronne, située sur la planète Vénus par -8° S et 243° E. Elle est localisée dans le quadrangle de Galindo. Elle a été nommée en référence à Dhorani, déesse Thai de la terre et de l'amour. 

## Géographie et géologie
Dhorani Corona couvre une surface circulaire d'environ 200 km de diamètre. 